# Расстрел императора Максимилиана
«Расстрел императора Максимилиана» — серия работ Эдуарда Мане 1867-1869 годов, изображающих сцену казни через расстрел Максимилиана I, правителя просуществовавшей менее 4 лет Второй Мексиканской Империи. Состоит из трёх картин, небольшого эскиза и литографии. Все пять работ экспонировались вместе на выставках в Лондоне и Мангейме 1992-1993 годов и в Нью-Йоркском музее современного искусства в 2006 году.
Сын эрцгерцога Австрийского Франца Карла и принцессы Софии Баварской Максимилиан получил титул Императора Мексики при поддержке Наполеона III во время французской интервенции в Мексику 1861-1867 годов. Встретив значительное сопротивление со стороны вооружённых сил, лояльных свергнутому президенту Бенито Хуаресу, Наполеон III был вынужден отвести Французский экспедиционный корпус в 1866 году, что привело к падению Второй мексиканской империи. Максимилиан был захвачен в плен в мае 1867 года и по приговору военного суда расстрелян 19 июня.
Мане приступил к работе не только из-за сочувствия республиканским идеям, но и находясь под сильным влиянием картины Гойи «Третье мая 1808 года в Мадриде».
Наиболее известная картина в серии, ныне хранящаяся в Мангеймском Кунстхалле, подписана Мане в левом нижнем углу и датирована 19 июня 1867 года — временем изображённого события, а не фактической датой завершения картины.
Фрагменты другой, более крупной работы хранятся в Лондонской национальной галерее. Часть полотна, возможно, была отрезана самим Мане, но разделение на остальные части было осуществлено уже после его смерти. Сохранившиеся фрагменты были заново скомопонованы Эдгаром Дега на одном полотне и куплены Лондонской галерей в 1918 году.
Третья, незаконченная картина была принесена в дар Бостонскому Музею изящных искусств мистером и миссис Макомбер, купившим её у Амбруаза Воллара в 1909 году. Небольшой эскиз к крупным полотнам хранится в Новой глиптотеке Карлсберга (Копенгаген). Снятие оттисков с литографии было запрещено самим Мане в 1869 году, однако в 1944 году их было сделано около 50 экземпляров, и отдельные образцы ныне хранятся в Метрополитен-музее и  Институте искусств Стерлинга и Франсин Кларк.
В бостонской версии расстрельная команда одета в форму мексиканских республиканцев с сомбреро на головах, однако на других картинах они изображены в стандартной полевой форме, обычной для многих армий того времени, включая французскую. Красная фуражка на голове сержанта явно намекает на Наполеона III, а его поза — на неудачное проведение расстрела, потребовавшего повторного залпа.
Политическая двусмысленность картин сделала невозможной их показ во Франции при Наполеоне III. Мангеймская версия выставлялась в Нью-Йорке и Бостоне в 1879-1880 годах, в Осеннем салоне 1905 года, на Берлинском сецессионе 1910 года, после которого и была приобретена Мангеймским Кунстхалле.

## Галерея

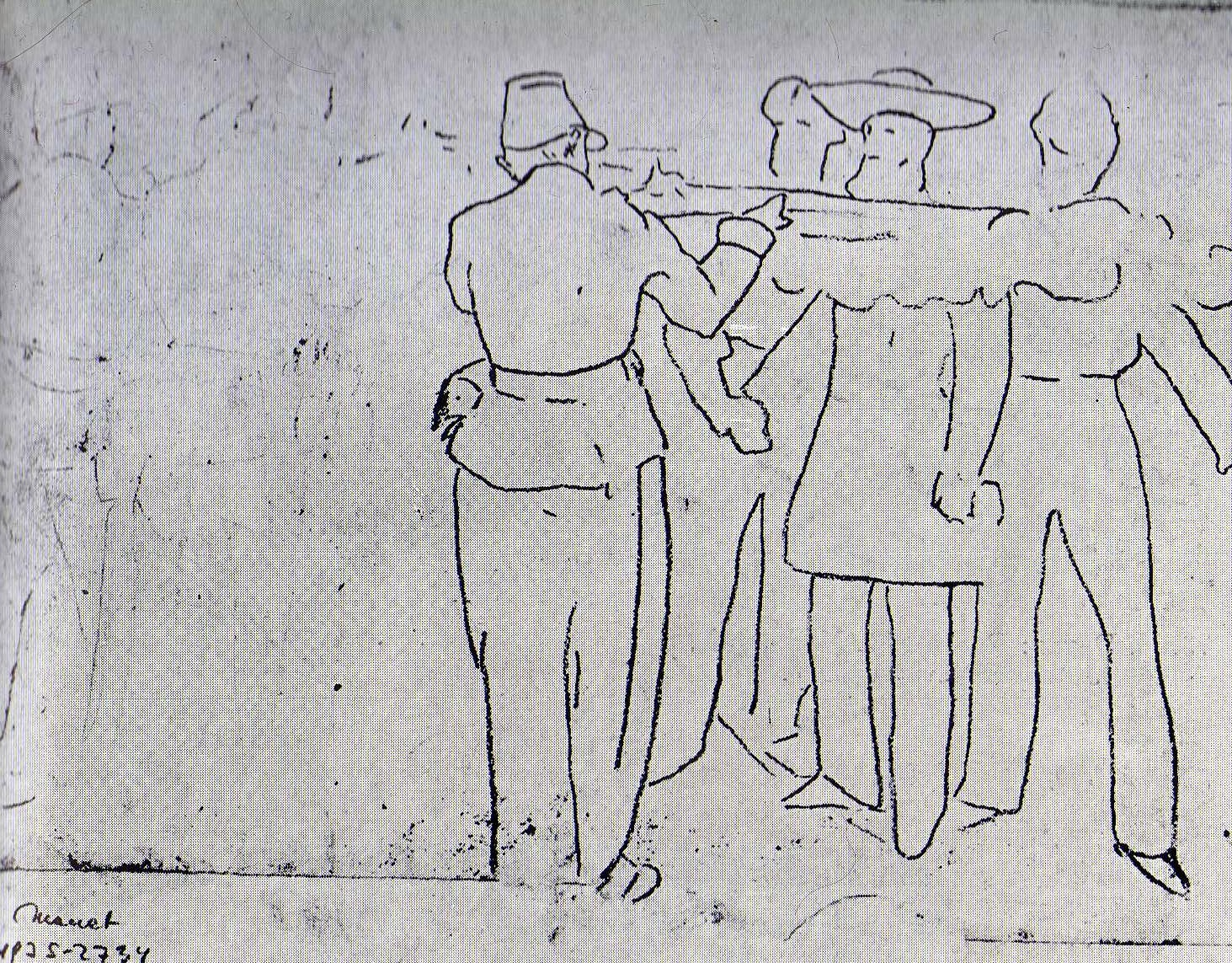
Рисунок (эскиз). Музей изящных искусств, Будапешт
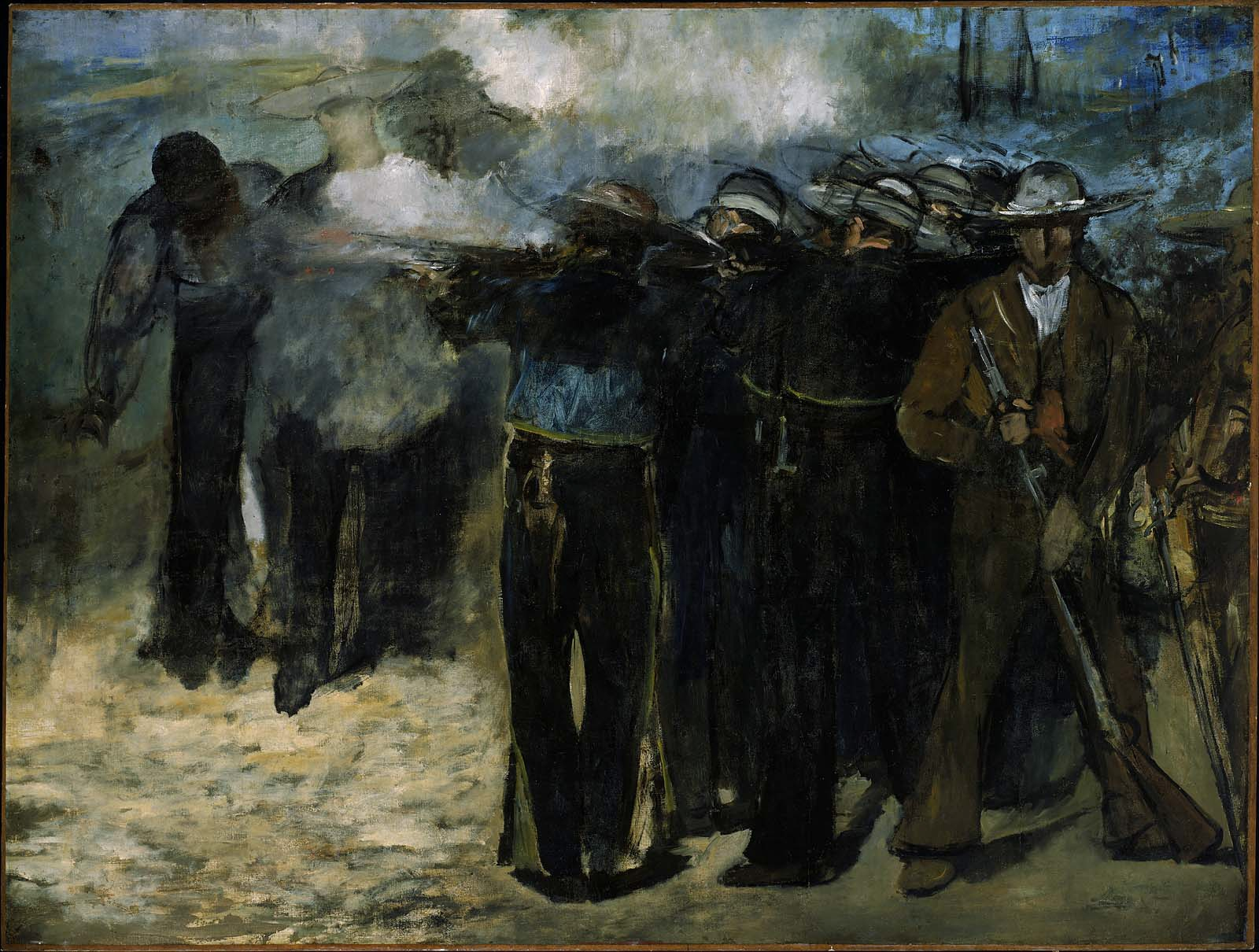
масло, холст, 195.9 x 259.7 см. Музей изящных искусств, Бостон
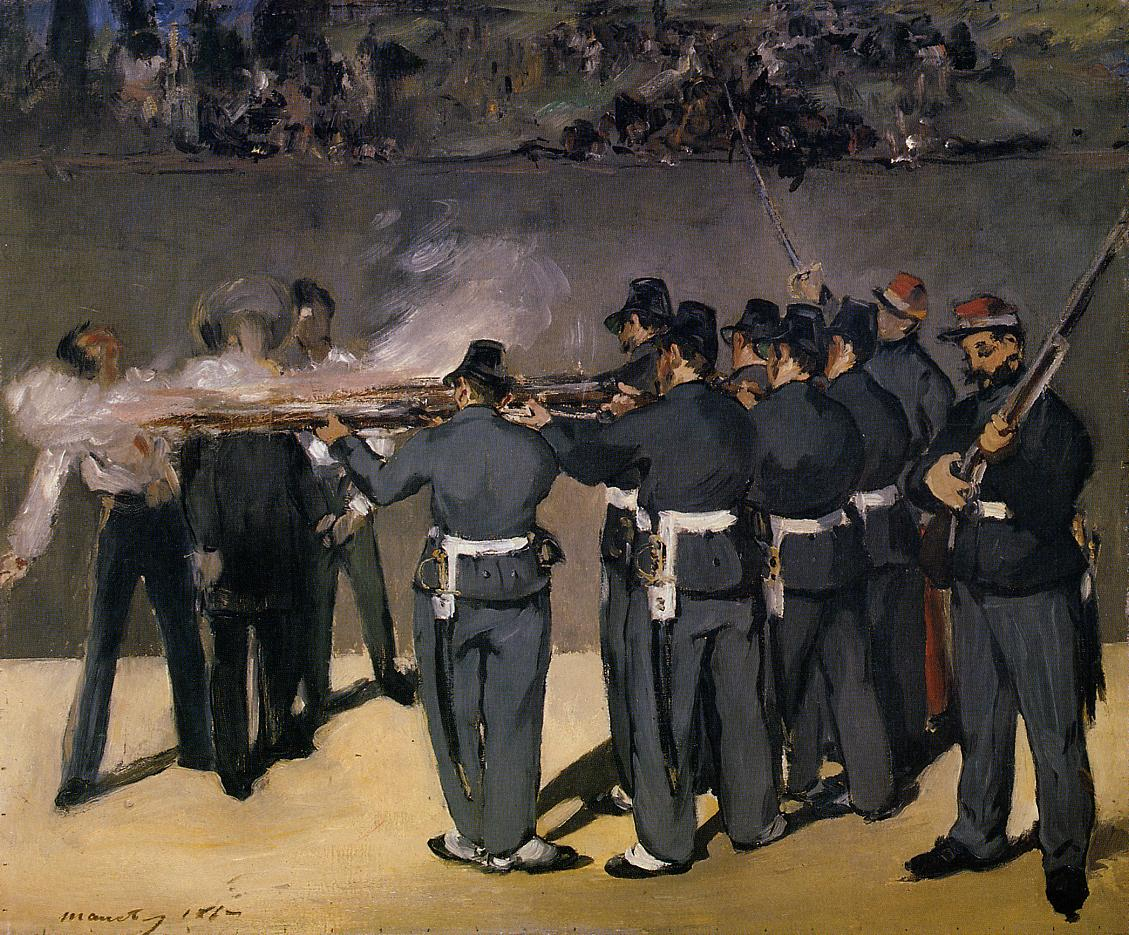
Этюд. 1867, масло, холст, 48 x 58 см. Новая глиптотека Карлсберга, Копенгаген
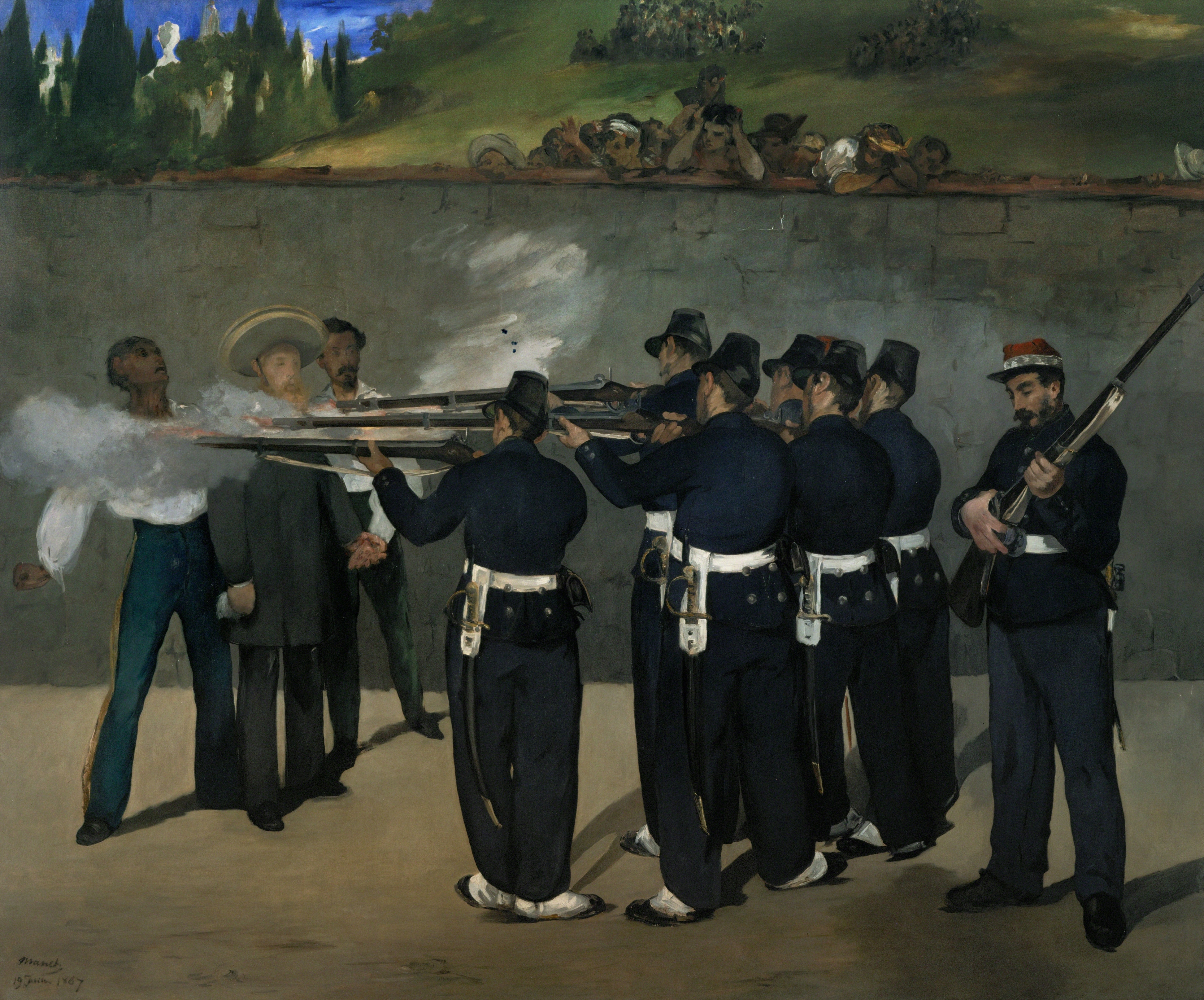
Итоговое полотно. Кунстхалле, Мангейм
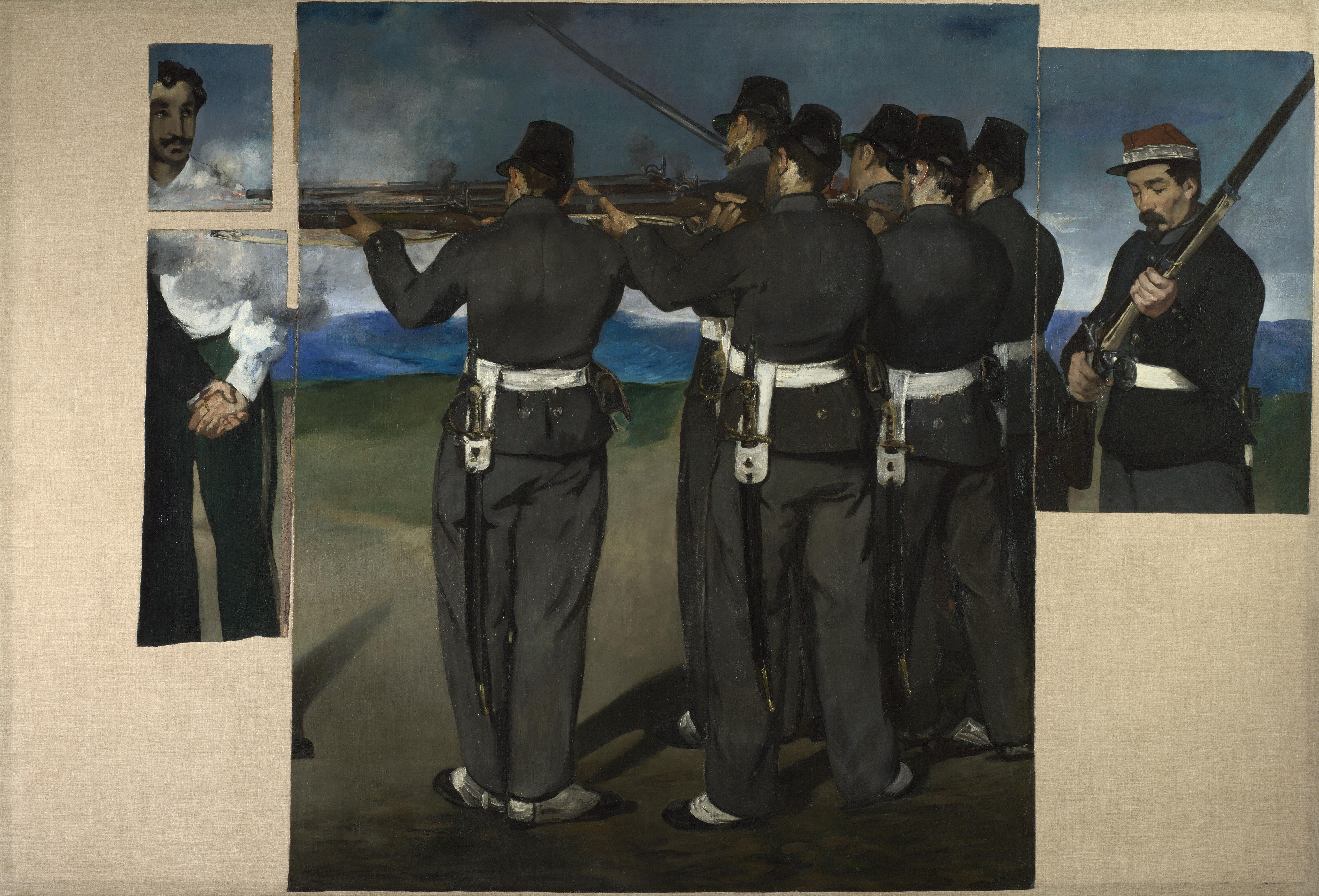
Разрезанное полотно. 1867-68, масло, холст. Лондонская национальная галерея
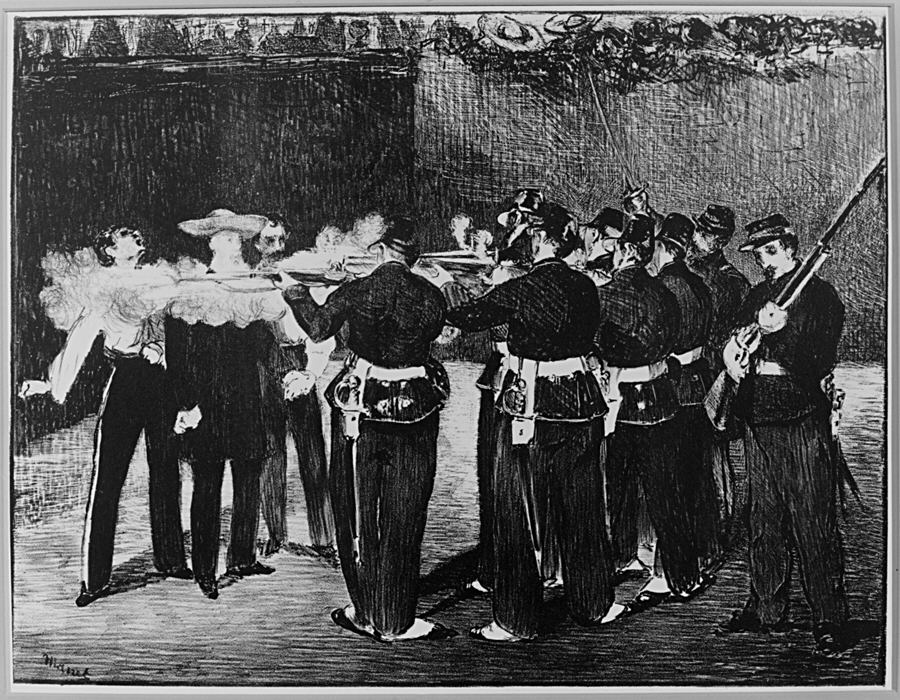
Литография